# افعی
افعی (نام علمی: Vipera) نام یک سرده از تیره گرزه‌ماران است.